# Església de Santa Maria de Tórshavn
L'església de Santa Maria (en feroès Mariukirkjan) és un temple catòlic situat al carrer Mariugøta 4 de la ciutat de Tórshavn, la capital de les illes Fèroe. Segueix el ritus llatí i forma part de la Diòcesi de Copenhaguen.
El catolicisme va estar present a les Illes Fèroe des de l'any 999, quan el cabdill viking Sigmundur Brestisson va introduir-hi el cristianisme. Tanmateix hi va desaparèixer el 1538 quan el darrer bisbe catòlic de les illes Ámundur Ólavsson fou executat i s'hi va establir el ritus protestant.
El 1931 dos joves sacerdots, E. G. Boekenoogen i Thomas King, van emprendre la tasca de restaurar la presència catòlica a l'arxipèlag. En una casa llogada a les germanes franciscanes que havien arribat a les Fèroe el 1931, s'hi va consagrar una petita església el 23 de maig d'aquell mateix any. Juntament amb la nova escola de Sant Francesc, les germanes havien construït la nova església de Santa Maria que es va consagrar l'1 de juny de 1933.
El temple actual és obra de l'arquitecte Árni Winther i va ser consagrat el 30 d'agost de 1987. En aquesta església hi ha a més un convent de monges franciscanes. La comunitat es reuneix allà els diumenges al matí per missa. Al jardí de l'església, hi ha una gran varietat de plantes, moltes de les quals provenen d'àrees remotes de l'hemisferi sud, amb condicions d'acoblament similars a les espècies locals. Aquestes plantes simbolitzen el lloc de l'Església de Santa Maria al món catòlic.
Els vitralls de l'església són dels artistes Sven Havsteen Mikkelsen i Tróndur Patursson,